# ملك الشيبانية
تشغل ملك الشيبانية منصب مدير عام العلاقات الخارجية لشركة شل عمان، حيث أنها المسؤولة عن العلاقات الخارجية وبرامج المسؤولية الإجتماعية، حاصلة على درجة الماجستير في إدارة الأعمال من جامعة ستراتكلايد في المملكة المتحدة، وتتمتع بخبرة تزيد عن 30 عاما في مناصب تجارية عليا[بحاجة لمصدر]. خلال هذا الوقت شغلت مناصب رئيسية في كل من القطاعين العام والخاص في سلطنة عمان حيث قامت بوضع إستراتيجية تنظيم وإشراف على مبادرات رفيعة المستوى في تعزيز جاذبية السوق في السلطنة، وكذلك قيادة تنمية الموارد البشرية في مؤسسات التصنيع واسع النطاق.(2)
حصلت على الكثير من الفرص لتمثل عمان في الكثير من المحافل الدولية لجذب الإستثمار الأجنبي للسلطنة، كما أنها تعد أول امرأة عمانية تشغل منصب مدير عام في شركة صحار ألومنيوم وأيضا في شراكة صندوق تنمية مشروعات الشباب وكمدير عام المركز الوطني للأعمال.
```
حصلت ملك الشيبانية على جائزة المرأة للإجادة (أيقونة الأعمال) في إيطار تكريم للنساء الرائدات في حفل «جوائز المرأة» للإجادة.
```

## الخبرة
```
تشغل ملك الشيبانية منصب مدير عام العلاقات الخارجية في شل عمان، ديسمبر 2019م.
إضافة إلى أنها كانت مدير عام التسويق والإعلام في مدائن.
مايو 2019 ومدير عام «المركز الوطني للأعمال». سبتمبر 2014م. وأبرز الانجازات إنشاء حاضنات أعمال في واحة المعرفة مسقط، العمل مع أكثر من 30شركة ناشئة في موقعين،
عضوية اللجنة التنفيذية لمؤتمر الشركات الصغيرة والمتوسطة في 2013_2015م، المجلس الإستشاري لكلية التجارة والإقتصاد والعلوم السياسية في جامعة السلطان قابوس 2016م،
المجلس الإستشاري صندوق المشاريع الصغيرة والمتوسطة 2017م.
وهي مؤسس شركة"creative links" وتشغل فيها عدة مناصب وهي: المدير العام منذ أغسطس 2012، ومستشار منذ نوفمبر عام2010م.
```

كما شغلت منصب مدير عام حلول الموارد البشرية وشريك في "Talent 2HR consultancy" بين عامي 2014-2012م في مسقط.إضاقة إلى أنها كانت مدير عام الموارد البشرية في شركة «بصحار ألومنيوم» من يناير2009م_2010م.إعادة هيكلة وظيفة الموارد البشرية ووضع السياسات والإجراءات والأنظمة.
```
والمدير العام في شركة «شراكة»(صندوق الشباب) من يوليو 2007_ديسمبر2008م، مسؤول عن التمويل والإستثمار في المشاريع التي تستهدف الشباب.وتقديم نموذج عمل جديد وكذلك تجديد وإعادة تشغيل العمليات في الصندوق بناءا على رؤية وإستراتيجية جديدة، ومديرة عام ترويج الإستثمار.
في المركز العماني لترويج الإستثمار وتنمية الصادرات.
سبتمبر1997م_سبتمبر2004م.
```

## التعليم
```
حصلت على دبلوم الإدارة الفخرية.دبلوم الدراسات العليا في التفكير التصميمي من معهد إمريتس للإدارة..في الفترة من 2018_2019م، وشهادة إدارة حاضنات الأعمال في2017_2017م من الرابطة الدولية لإبتكار الأعمال.وحاصلة على درجه الماجستير في إدارة الأعمال في الإدارة الإستراتيجية. من جامعة ستراتكلايد في المملكة المتحدة.
عام 1996_1997م، والبكالوريوس إدارة الشؤون المالية والأعمال.
عام 1985_1987م من جامعة واشنطن سانت لويس.
في الولايات المتحدة الأمريكية.
```

## أنشطة ومجتمعات
```
•عضوه في مجلس الإدارة..
لجمعية المرأة العمانية
سبتمبر 2009_سبتمبر2012م/التمكين الإقتصادي.ورئيسة جمعية المهنيات العمانيات (قيد التأسيس).قاضي المسابقة السنوية في إنجاز عمان من أكتوبر 2013م_الحالي/التعليم.كما أنها عضوة المجلس الإستشاري فيكلية التحارة والعلوم السياسية جامعة السلطان قابوس من مارس2016_الحالي/التعليم.
عملت كعضو المجلس الإستشاري للكلية على دعم زاوية كريادة الأعمال وعضوه مجلس أمناء الكلية البحرية بسلطنة عمان
من يناير2018م_الحالي/تعليم
```

## التكريمات والمكافئات
```
حصلت جائزة المرأة للإجازة (أيقونة الأعمال) وذلك في إيطار تكريم كوكبة من النساء الرائدات في حفل «جوائز المرأة» للإجازة.
ديسمبر2020م.
```

.وجائزة المرأة للقيادة، وهي جائزة تكريم القيادات النسائية في مختلف الفئات المقدمة في رياد الأعمال في نوفمبر 2016م، وجائزة المساهمة في التصنييع؛ لمن ساهم في التنمية الصناعية، في يوليو 2011م.

## اللغات
```
تتحدث ملك بثلاث لغات العربية والإنجليزية والسواحيلية.}}
```